# Jacques Legrand (écrivain)
Pour les articles homonymes, voir Jacques Legrand et Legrand.
Jacques Legrand, né vers 1360 et mort entre 1415 et 1418, fut le précepteur du futur roi Charles VI.
Il est notamment l'auteur de L'Archiloge Sophie, traité probablement composé entre 1398 et 1401, dédié à Louis d'Orléans. Il s'agit de l'adaptation en français de son Sophilogium en latin. Ce texte joue un rôle majeur dans l'histoire de la définition de la poésie (poetrie, en moyen français).

## Œuvre
- Jacques Legrand, Livre des bonnes meurs [ca 1405], dans ID., Archiloge Sophie et Livre des bonnes meurs, éd. Evencio Beltran, Paris : Champion, 1986

## Note et référence
1. ↑  Jacques Legrand, Archiloge Sophie et Livre des bonnes mœurs, éd. Evencio Beltran, Paris, Champion (Bibliothèque du XVe siècle, 49), 1986., Paris, 1986, 431 p.